# فیلسوفان، نویسندگان و هنرمندان یونان باستان
برخی از این بزرگان، لزوما یونانی نبوده بلکه آثارشان را به زبان یونانی نوشته‌اند.
- فیثاغورث، فیلسوف و ریاضی‌دان یونانی، رابطه بین ضلعهای مثلث قائم الزوایه را کشف کرد. ۵۵۰ پیش از میلاد.
- آناکسیمنس اهل سیلتوس، فیلسوف یونانی، واقع در آسیای صغیر (ترکیه کنونی)، سعی می‌کند که آغاز جهان و ساختار آن را کشف کند.او نتیجه می‌گیرد که هوا مهم‌ترین ماده جهان است. ۵۴۵ پیش از میلاد.
- آیسوخلوس، نمایشنامه‌نویس یونانی، را برای موضوع نمایشنامه‌هایش، مورد استفاده قرار می‌دهد. مشهورترین نمایشنامه او به نام «اورستیا» سرگذشت یک خانواده سلطنتی را در طول جنگ تروا نشان می‌دهد. ۵۲۴ - ۴۵۶ پیش از میلاد.
- آناکساغورس، ستاره‌شناس یونانی، متوجه می‌شود که نور ماه انعکاس نور خورشید است. پریکلس، سردار آتنی، واریپیدس (اریپید)، تراژدی‌نویس نامدار، در محضر وی تعلیم می‌یابند. ۴۲۸ - ۵۰۰ پیش از میلاد.
- سوفوکلس، تراژدی‌نویس نمایشنامه می‌نویسد. معروفترین نمایشنامه او «ادیپ شهریار» نام دارد که سرگذشت پادشاهی را که ندانسته پدر خود را به قتل می‌رساند و با مادر خود ازدواج می‌کند، به تصویر می‌کشد. در حدود ۴۰۶ - ۴۹۶ پیش از میلاد.
- اوریپیدس، تراژدی‌نویس یونانی، نمایشنامه‌هایی را بر پایه اساطیر یونان می‌نویسد. مشهورترین نمایشنامه وی، «مدیه»، داستان ساحره‌ای است که فرزندان خود را به قتل می‌رساند. در حدود ۴۰۶ - ۴۸۶ پیش از میلاد.
- فیدیاس، مجسمه ساز یونانی، مجسمه‌هایی برای معبد پارتنون در آکروپولیس آتن. در حدود ۴۳۰ - ۴۹۰ پیش از میلاد.
- سقراط، فیلسوف یونانی و ملقب به پدر فلسفه، در آتن به تدریس می‌پردازد. مقامات آتن از عقاید او به خشم می‌آیند و او را به مرگ محکوم می‌کنند. او با نوشیدن شوکران، خودکشی می‌کند. در حدود ۳۹۹ - ۴۷۰ پیش از میلاد.
- آریستوفانس (آریستوفان)، نمایشنامه‌نویس یونانی، در نمایشنامه‌های کمدی‌اش مسائل روز را در قالب طنز مورد بحث قرار می‌دهد. برای مثال، نمایشنامه «ابرها»، فلاسفه آتن را به طنز می‌کشد. در حدود ۳۸۵ - ۴۵۰ پیش از میلاد.
- افلاطون، فیلسوف یونانی، نخستین دانشگاه، «آکادمی»، را در آتن دایر می‌کند و مردان جوان در آن به تحصیل فلسفه می‌پردازند. وی در رساله «محورات»، مجموعه مباحثات استاد خویش، سقراط، را با اهالی آتن به رشته تحریر در می‌آورد. او با انتشار «رساله جمهوریت» به بیان عقاید خویش دربارهٔ نحوه اداره یک حکومت ایده آل می‌پردازد.

در زبان یونانیان قدیم، کلمه فلسفه به معنی «عشق به دانایی» است. در طول سال‌های ۳۰۰ - ۵۰۰ قبل از میلاد، تمامی علوم عقلانی رونق یافتند. در ۳۴۷ - ۴۲۷ پیش از میلاد.
- ارسطو، فیلسوف یونانی، تعلیم و تربیت اسکندر مقدونی را که بعدها به سرداری بزرگ مبدل شد، به عهده می‌گیرد. ارسطو در آتن، مدرسه‌ای به نام لیسیوم (لوکیون) تأسیس می‌کند. وی رساله «سیاست» را می‌نویسد و در آن به بحث دربارهٔ شش روش اداره حکومت می‌پردازد. او همچنین «نمودار نردبانی طبیعت» را که در آن موجودات زنده بر اساس پیچیدگی ساختمان بدنشان طبقه‌بندی شده‌اند، ابداع می‌کند. در حدود ۳۸۴ - ۳۲۲ پیش از میلاد.
- در شهر اسکندریه، که به‌وسیله یونانیان در مصر بنا گردید، پزشکی به نام هیرو فیلوس به منظور بررسی دستگاه عصبی و اجزای بدن انسان، به تشریح اجساد می‌پردازد. در حدود ۳۳۵ - ۲۸۰ پیش از میلاد.
- اقلیدس، ریاضیدان یونانی، مقدمات هندسه را به وجود می‌آورد. اقلیدس در شهر اسکندریه مصر زندگی می‌کرد او کتاب معروفش در زمینه هندسه را در این شهر بزرگ آموزشی نوشت. در حدود ۳۳۰ - ۲۷۵ پیش از میلاد.
- آریستارخوس (ارسطرخوس)، ستاره‌شناس یونانی، خورشید را به جای زمین، مرکز علم می‌پندارد. در حدود ۳۱۰ - ۲۳۰ پیش از میلاد.

- ارشمیدس در موطن خود، شهر سیراکوس (سوراقوسا)، به کشف این نکته که هر شئ به اندازه حجم خود آب جابجا می‌کند، نائل می‌گردد. وی دستگاهی برای بالا کشیدن آب، پیچ ارشمیدس، اختراع می‌کند. و نام خود را بر آن می‌گذارد. سربازان رومی در جریان محاصره سیراکوس، ارشمیدس را به قتل می‌رسانند. در حدود ۲۸۷ - ۲۱۲ پیش از میلاد.
- تسبیوس اسکندرانی، اهل اسکندریه، ساعت آبی و تلمبه فشاری را اختراع می‌کند. در حدود ۲۰۰ پیش از میلاد.
- هیپارخوس (ابرخس)، ستاره‌شناس یونانی، فهرستی از اسامی ستارگان، گردآوری می‌کند و زمان کسوفهای خورشیدی را محاسبه می‌کند.

در حدود ۱۶۸ - ۹۰ قبل از میلاد، بطلمیوس در شهر اسکندریه مصر، که به دست یونانیان بنا شده بود، با استفاده از طول و عرض جغرافیایی، نقشه‌ای از جهان شناخته شده آن زمان، ارائه می‌دهد. در حدود ۱۴۴ - ۱۲۷ پیش از میلاد.

## منبع
- مشاهیر و بزرگان یونان باستان، آذری، تهران، 978-600-5043-43-3